# Nomenclatura IUPAC

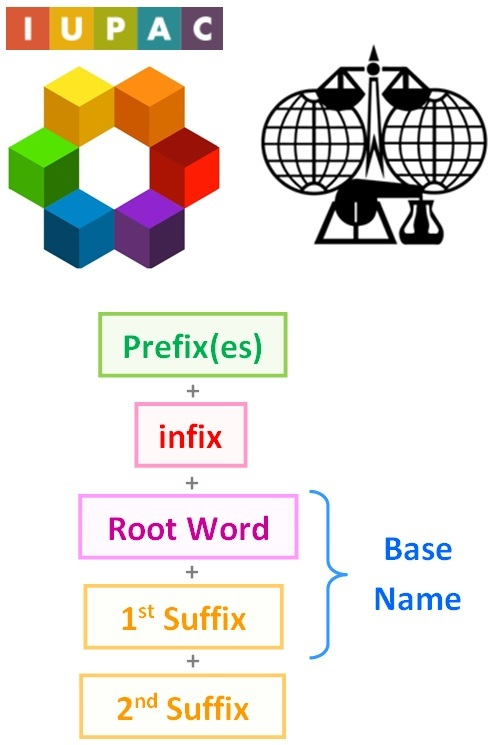

La nomenclatura IUPAC és un mètode de nomenclatura de composts químics sistemàtic dissenyat per la Unió Internacional de Química Pura i Aplicada (IUPAC) i que adapta cada cert temps per incloure nous tipus de composts no contemplats en la nomenclatura existent.
L'organització compta amb dos organismes que se n'encarreguen d'aquesta activitat: la "Divisió VIII", dedicada a la "Nomenclatura i la representació d'estructures" i el "Comitè interdivisional sobre Terminologia, Nomenclatura i Símbols". Una de les principals activitats de la IUPAC és el desenvolupament de recomanacions per a l'establiment d'una nomenclatura i una terminologia no ambigua, uniforme i consistent per a camps científics específics. Aquestes recomanacions poden prendre la forma de: glossaris de termes per disciplines químiques específiques; definicions de termes relacionats amb un grup de propietats; nomenclatura per a compostos químics i les seves classes; terminologia, símbols i unitats per a un camp específic: classificacions i usos de termes per a un camp específic, i convencions i estàndards pràctics per a la presentació de dades en camps específics.
Les recomanacions es publiquen a la revista Pure and Applied Chemistry i estan a disposició pública l'any següent a la seva publicació. També són incloses en la base de dades en línia de la IUPAC un any després de la seva publicació a la revista. D'altra banda, la informació sobre la terminologia també està disponible a través dels llibres de la IUPAC, una col·lecció de set llibres coneguts pel seu color distintiu.
Hi ha dues àrees principals: Nomenclatura química dels compostos inorgànics (Llibre Vermell) i Nomenclatura química dels compostos orgànics (Llibre Blau)

## Història

Símbol alquímic de l'arsenic.

### Nomenclatura antiga
Les activitats dels alquimistes i dels artesans practicades abans de la fundació de la química crearen un ric vocabulari per descriure substàncies químiques, tot i que els noms de les espècies individuals donaven poca indicació de la composició. N'hi havia que encara conservaven els noms del llenguatge emprat pels alquimistes des d'antic, com llana filosòfica (òxid de zinc sublimat); alguns feien referència al lloc on s'havien descobert, com vidriol de Xipre (sulfat de coure(II)), sal d'Anglaterra (carbonat d'amoni) o sal d'Epsom (sulfat de magnesi); d'altres estaven relacionats amb la mitologia clàssica com esperit de Venus (àcid acètic) o saturn (plom); n'hi havia que prenien el nom de les seves característiques més destacades com aigua forta (dissolució comercial d'àcid nítric) o aire vital o aire desflogistitzat (oxigen); també alguns recordaven el seu descobridor o la persona que els havia popularitzat com licor fumant de Boyle (sulfur d'amoni) o wolfram dels Srs. d'Elhuyar (tungstè); i alguns tenien relació amb materials de la vida quotidiana als quals s'assemblaven, com llet de calç (hidròxid de calci en aigua) o mantega de zinc (clorur de zinc). La coexistència de diferents maneres d'anomenar les substàncies donà lloc a la proliferació de sinònims d'un mateix compost químic. Així, l'actual sulfat de magnesi era conegut pels noms de sal d'Epsom, sal de Sedliz, sal catàrtica amarga, magnesia sulfatada o magnesia vidriolada. Fins i tot, alguns d'aquests noms feien referència a mescles de diversos composts, ja que segons el mètode de preparació i les impureses eren diferents. També hi havia substàncies que no s'anomenaven igual en funció del seu estat d'agregació. Així el carbonat de potassi era conegut com a sal àlcali fix o àlcali vegetal, quan es trobava en estat sòlid, mentre que en dissolució aquosa concentrada rebia el nom d'oli de tàrtar.

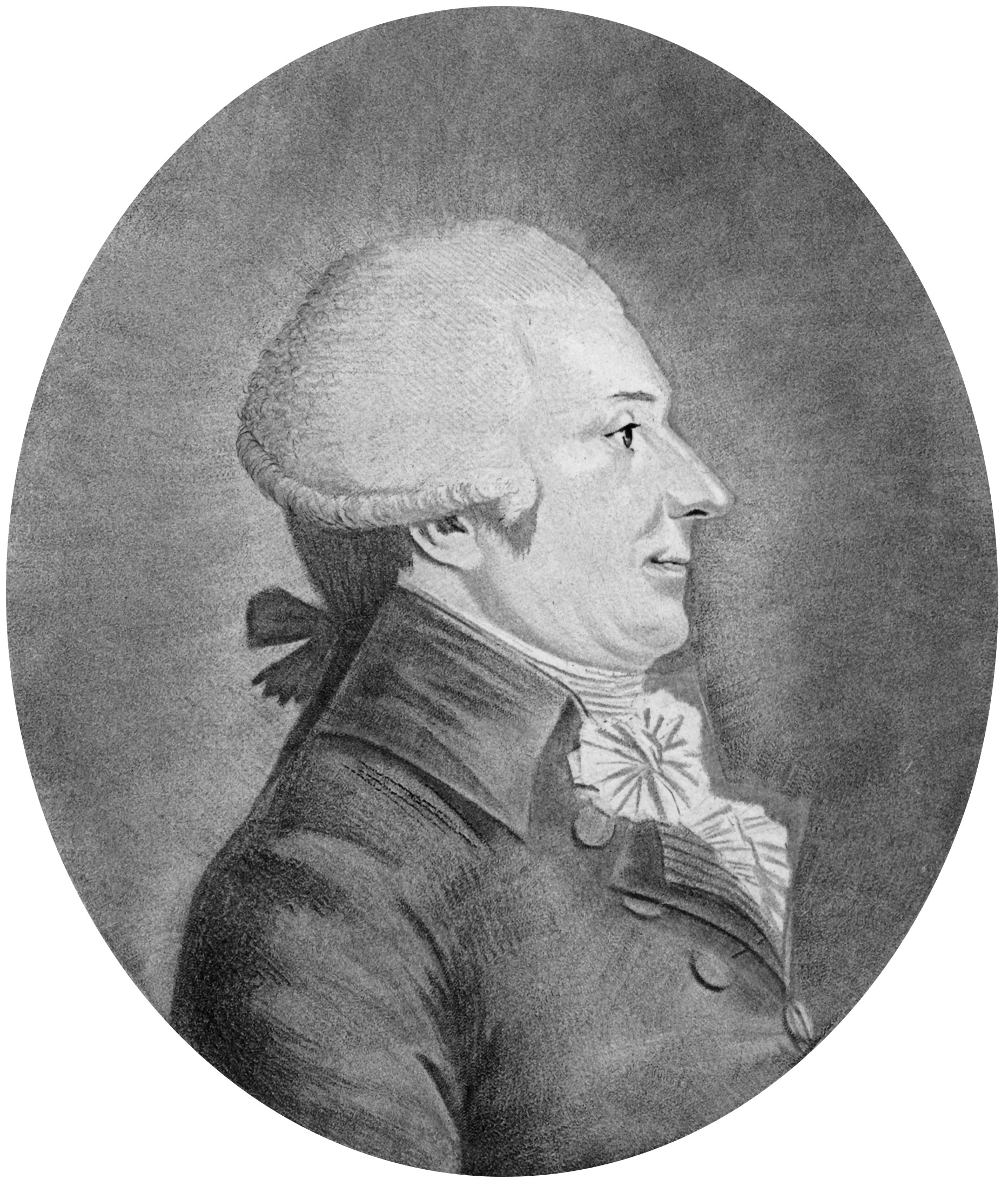
Louis Bernard Guyton de Morveau.

### El Mètode de Nomenclatura Química
Durant el segle xviii els nous composts químics que es descobrien començaren a anomenar-se a partir de la seva composició química gràcies als avenços en l'anàlisi química. Un dels químics impulsors d'aquest mètode fou el francès Pierre Joseph Macquer (1718-1784) que proposà anomenar les sals a partir de l'àcid del qual s'havien obtingut. Així s'anomenaren sals que duien totes el nom de vidriol (els actuals sulfats), de nitro (els actuals nitrats) i de sal marina (els clorurs actuals) entre d'altres. La combinació d'àcid vidriòlic i argent donava el vidriol d'argent o vidriol de lluna, i quan es combinava amb el coure, vidriol de coure o vidriol blau.
El 1782 el químic francès Louis B. Guyton de Morveau (1737-1816) desenvolupà una nomenclatura química sistemàtica per racionalitzar els noms dels composts químics. El seu sistema inicial fou ampliat conjuntament amb ell a una comissió de l'Acadèmia Francesa de les Ciènces amb els químics francesos Claude L. Berthollet (1748-1822) i Antoine F. Fourcroy (1755-1809) sota la direcció d'Antoine L. Lavoisier (1743-1794). El nou sistema fou publicat al llibre Méthode de Nomenclature Chimique el 1787 i popularitzat per Lavoisier al seu llibre Traité Élémentaire de Chimie. Més tard, el químic suec Jöns J. Berzelius (1770-1841) defensà les idees de Lavoisier, adaptant la nomenclatura a les llengües germàniques, expandint el sistema i afegint-hi molts termes nous.

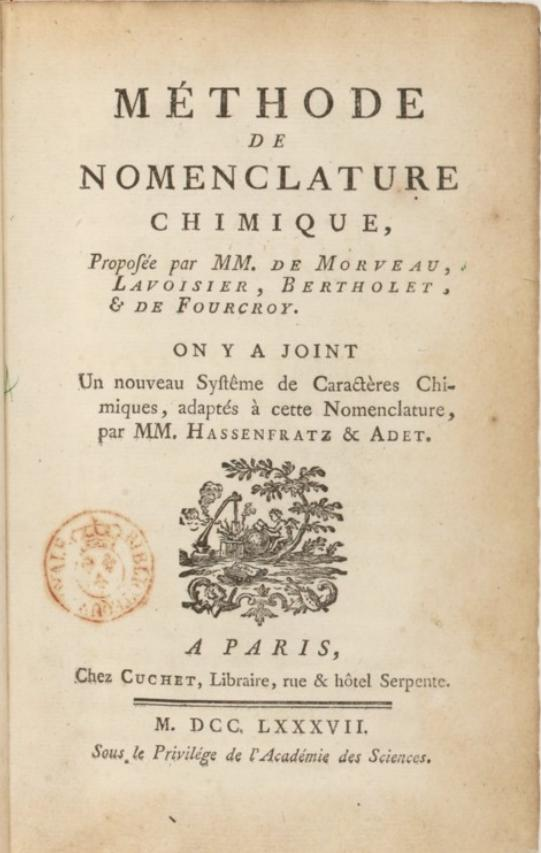
Portada del llibre Méthode de Nomenclature Chimique (1787).

Aquest sistema, formulat abans de l'enunciació de la teoria atòmica de Dalton (1808), es basava en el concepte que els elements formaven compostos amb l'oxigen, els òxids al seu torn reaccionaven entre ells per formar sals. És un sistema dual, nom i adjectiu o complement (àcid sulfúric, clorur sòdic, òxid cuprós, nitrat d'alumini…), que d'alguna manera se sembla al sistema introduït pel naturalista suec Carl von Linné (1707-1778) per a les espècies vegetals i animals (Olea europea, Equus caballus, Hypericum balearicum, etc.), però amb noms adaptats a cada llengua i no exclusivament en llatí (del francès acide sulfurique prové l'àcid sulfúric en català, àcido sulfúrico en castellà, sulfuric acid en anglès, Schwefelsäure en alemany o zwavelzuur en neerlandès). Quan la teoria atòmica es desenvolupà fins al punt de ser possible escriure fórmules específiques per als diferents òxids i altres compostos binaris, s'adoptaren noms que reflectien més o menys amb precisió la composició; no obstant això, mai s'adoptaren noms que reflectissin la composició de les oxisals. Malgrat el ràpid increment dels compostos inorgànics, el patró essencial de la nomenclatura canvià poc fins a prop del final del segle xix. A mesura que sorgia una necessitat, es proposava un nom i la nomenclatura creixia per acumulació més que per sistematització.
Quan el químic suec Svante A. Arrhenius (1859-1927) suggerí l'existència d'ions en els composts fou necessari donar noms a partícules carregades a més de les espècies neutres. No es considerà necessari desenvolupar una nova nomenclatura per a les sals; els cations es designaren amb els noms del metall corresponent (catió sodi, catió fèrric, catió magnesi…) i els anions amb un nom modificat de la part no-metàl·lica (fluorur, sulfur, carbonat…). Juntament amb la teoria de la coordinació, el químic suís Alfred Werner (1866-1919) creà un sistema de nomenclatura per a les entitats de coordinació que no només reproduïa les seves composicions sinó que també indicava moltes de les seves estructures. El sistema de Werner era completament additiu, ja que se citaven els noms dels lligands, seguits pel nom de l'àtom central (modificat amb el sufix 'at' si el complex era un anió). Werner també utilitzava descriptors estructurals i localitzadors. El sistema de nomenclatura additiu era capaç d'expansió i adaptació a nous composts i fins i tot a altres àmbits de la química.

### La nomenclatura orgànica

Numeració de les cadenes de carbonis d'acord amb les normes de la IUPAC.

Aquest procediment s'estengué a la química orgànica gràcies al desenvolupament del concepte de grup funcional. Per a caracteritzar cadascuna d'aquests grups funcionals, hom escollí sovint una substancia particular com a prototipus, com és ara l'alcohol. És així com aquest nom esdevingué el genèric per a un grup de substancies i, unit a un adjectiu o a un complement, permeté l'obtenció de noms específics, sense ambigüitat, per a totes aquelles substàncies que posseïen la mateixa funció (alcohol etílic, alcohol propílic, àcid valèric, àcid caprílic, etc.). Posteriorment, quan l'estructura dels radicals fou més ben coneguda, hom pogué formar noms funcionals veritablement sistemàtics, la qual cosa donà lloc a l'anomenada nomenclatura radico-funcional, emprada encara avui dia (etanol, propanol, àcid pentanoic, àcid octanoic, etc.). El desenvolupament experimentat per la química orgànica durant tot el segle xix, que comportà un gran augment del nombre de composts coneguts, i les limitacions inherents al sistema de nomenclatura radico-funcional, sobretot pel que fa a l'anomenar substancies amb més d'una funció química, revela la necessitat de desenvolupar un tipus de nomenclatura d'abast més general. Aquesta tasca fou iniciada el 1892 al Congrés de la Comissió Internacional de Químics, celebrat a Ginebra, on hom proposà una nomenclatura substitutiva que dona prioritat a l'esquelet carbonat, la nomenclatura del qual resta definitivament establerta, i considera les funcions com a substituents de l'esquelet.
Les Regles de Ginebra de química orgànica foren revisades i ampliades a la reunió de la Unió Internacional de Química celebrada a Lieja l'any 1930, en la qual hom introduí el concepte de funció principal per a resoldre el problema de la nomenclatura deis composts polifuncionals. Les Regles de Lieja han sofert diverses revisions i ampliacions per part de la IUPAC i han donat lloc a la publicació, l'any 1971, de les Regles Definitives de Nomenclatura de Química Orgànica.

### La nomenclatura inorgànica
En el moment d'aprovar-se les Regles de Ginebra no hi havia res comparable per a la nomenclatura inorgànica. Així, molts sistemes ad hoc s'havien desenvolupat per a fins particulars més que generals, i sovint es desenvolupaven dos o més mètodes per a nomenar un compost determinat que pertanyia a una classe determinada. Cada nom podia tenir valor en una situació específica o ser preferit per alguns usuaris, però llavors hi havia la possibilitat de confusió.

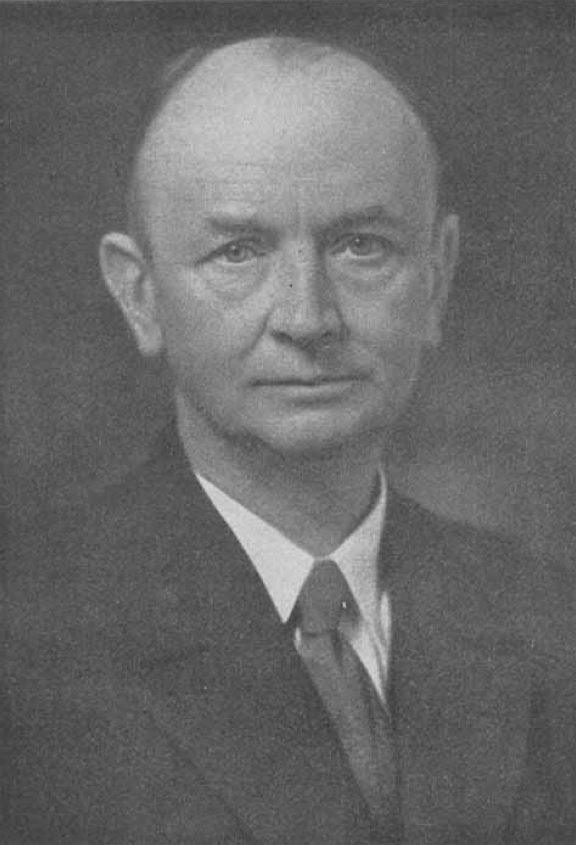
Alfred Stock.

La necessitat d'una pràctica uniforme entre els químics es reconegué ja el 1886 i resultà en acords d'ús per part de la Royal Society of Chemistry i la Societat Química Americana. El 1913, el Consell de l'Associació Internacional de Societats Químiques nomenà una comissió de nomenclatura inorgànica i orgànica, però la Primera Guerra Mundial paralitzà les seves activitats. La feina continuà el 1921 quan la IUPAC, a la seva segona conferència, nomenà comissions sobre la nomenclatura de la química inorgànica, orgànica i biològica.
El primer informe exhaustiu de la comissió inorgànica, el 1940, tengué un impacte important en la sistematització de la nomenclatura inorgànica i molts químics prengueren consciència de la necessitat de desenvolupar una nomenclatura més plenament sistemàtica. Entre les característiques significatives d'aquest informe inicial s'adoptà el sistema proposat pel químic alemany Alfred Stock (1876-1946) per indicar els estats d'oxidació amb nombres romans (clorur de coure(II), òxid de ferro(III), sulfat de cobalt(II), etc.), s'establiren ordres per citar els constituents dels compostos binaris en fórmules i noms, es desaconsellà l'ús de bicarbonat, etc. en els noms de sals àcides, i es desenvoluparen pràctiques uniformes per nomenar compostos d'addició.
Aquestes recomanacions de la IUPAC es revisaren i es publicaren el 1959, seguit d'una segona revisió el 1971. El 1990, les recomanacions de la IUPAC es revisaren novament per incorporar els molts i variats canvis que havien ocorregut en els vint anys anteriors. També s'han considerat àrees més especialitzades, com polianions, complexes metàl·lics de tetrapirroles, compostos inorgànics de cadena i anell, i compostos d'intercalació de grafit. Aquests temes, juntament amb versions revisades d'articles sobre compostos inorgànics modificats isotòpicament, híbrids de nitrogen i cations, anions i lligands derivats, i polímers inorgànics i de coordinació de cadena simple i quasi simple, formen els set capítols de la Nomenclatura de la Química Inorgànica II, Recomanacions IUPAC 2000.

## Llibres de la IUPAC

Logo de la IUPAC.

Les regles de nomenclatura es recullen actualment en quatre llibres:
1. Red book (Llibre vermell). Nomenclature of Inorganic Chemistry, IUPAC Recommendations 2005.[12] És un llibre que aclareix i actualitza les recomanacions sobre els noms i les fórmules dels compostos inorgànics i reflecteix els principals desenvolupaments recents de la química inorgànica. A més, presenta recomanacions totalment coherents amb els principis de la nomenclatura de la química orgànica. Hi ha una guia breu que conté els aspectes més importants.[13] Tant el llibre[14] com la guia breu tenen traduccions al català.
2. Blue book (Llibre blau). Nomenclature of Organic Chemistry: IUPAC Recommendations and Preferred Names 2013. Les regles donades a la Nomenclatura de Química Orgànica posen l'accent en la generació de noms inequívocs d'acord amb el desenvolupament històric de la matèria. La IUPAC ha iniciat projectes per formular una guia completa per a la selecció de noms únics que, en la mesura del possible, tinguin un reconeixement i acceptació general entre els químics.[15] Hi ha una guia breu.[16] El Llibre blau està traduït al català[17] i també la guia breu.
3. Purple book (Llibre porpra). Compendium of Polymer Terminology and Nomenclature, IUPAC Recommendations 2008. Aquest llibre recull en un sol volum els documents més importants sobre la nomenclatura i la terminologia de diversos tipus de polímers.[18] També s'ha publicat una guia breu.[19] Hi ha versió en català d'aquesta guia.
4. White book (Llibre blanc). Biochemical Nomenclature and Related Documents. En aquest llibre es recullen les regles de nomenclatura dels composts més propis de la bioquímica.[20]